# Bembidion aratum
Bembidion aratum es una especie de escarabajo del género Bembidion, familia Carabidae. Fue descrita científicamente por LeConte en 1852.
Habita en Honduras, México y los Estados Unidos.